# Sokoke
Sokoke är en korthårig kattras som härstammar från Kenya, nära Sokokeskogen som givit rasen dess namn. Den infördes till Danmark och därifrån till Sverige 2002. Rasen godkändes av FIFe 1993.

## Utseende
Huvudet ska vara kilformat och litet jämfört med kroppen. Ögonen ska vara stora. Kroppen ska vara slank och muskulös. Bakbenen är längre än frambenen och ordentligt vinklade bakåt. Pälsen är mycket kort och tätliggande. Den av FIFe godkända färvarianten är Brun African Tabby med gula eller gröna ögon.

## Temperament
Sokoken är mycket aktiv och lekfull och kommunicerar med både röst och kroppsspråk. Den är mycket spänstig och kan hoppa högt rakt upp i luften.